# Mochdre
Mochdre est un village et une communauté du borough de comté de Conwy, au pays de Galles.
Il est situé dans le nord du borough de comté, entre les villes de Llandudno et Colwyn Bay. Au recensement de 2011, la communauté de Mochdre comptait 1 923 habitants.